# エドウィン・バンゲーラ
エドウィン・フェルナンド・ベンテ・バンゲーラ（Edwin Fernando Vente Banguera 、1996年8月12日 - ）は、コロンビア・カリ出身のプロサッカー選手。CDマフラ所属。ポジションは、ディフェンダー（レフトバック）。

## 来歴
2019年8月3日、タッサ・ダ・リーガのCDアヴェス戦でプロデビューを果たした（3-2で勝利）。